# 韓多峰
韓 多峰（かん たほう）は中華民国の軍人。北京政府、国民軍、国民政府（国民革命軍）に属した。馮玉祥配下の「十三太保」の1人としても知られる。号は秀岩。

## 事績
馮玉祥率いる第16混成旅に加入し、着実に昇進を重ねた。1926年（民国15年）、西北陸軍第40旅旅長に昇進している。1929年（民国18年）、河南省政府委員に任ぜられた。中原大戦で馮玉祥が下野、旧国民革命軍第2集団軍が完全に崩壊すると、韓多峰は元同僚の山東省政府主席韓復榘の下に身を寄せ、1935年（民国24年）、山東省政府顧問の地位を与えられた。
1936年（民国25年）6月、陸軍中将銜を授与される。日中戦争（抗日戦争）勃発後の1938年（民国27年）1月に、韓復榘は「敵前逃亡」の罪などにより蔣介石の命で処刑されてしまったが、韓多峰は同年8月に山東省第4区行政督察専員兼保安司令に任ぜられ、引き続き日本軍との戦いを続けている。戦後、韓多峰は軍人から引退し、山東省で教育振興事業に取り組んだ。中華人民共和国成立後も大陸に留まり、山東省人民代表大会代表、同省政治協商会議委員などを歴任した。1987年3月25日、済南市にて病没。享年100。

## 著作
- 『一位西北軍將領的自述』
- 『韓復榘醞釀“山東獨立”未遂的經過』